# Ciné-débat
Un ciné-débat (parfois appelé ciné-philo) est la projection d'un film (souvent politisé) en public, suivie d'un débat invitant le public et d’éventuels intervenants à discuter ensemble de l'expérience commune qu'ils viennent de vivre. Le ciné-débat peut être rapproché de la pratique du bord de scène au théâtre.
C'est par la Fédération des œuvres laïques de l'Aisne, qu'en décembre 1950, le mouvement des cinés-débat, dont elle est une des pionnières, se développe, en particulier dans les communes rurales du nord de la France.

## Organisation
L'objectif du ciné-débat est d'amener un public à se questionner sur un sujet politisé. Pour que la séance se passe au mieux, il est nécessaire de désigner un médiateur ou un animateur pour le débat. Cette personne doit connaître les spécificités du public, savoir encadrer un débat, avoir pris connaissance de l'œuvre avant la séance et éviter de prendre parti lors du débat,.

### Partie ciné
Avant de projeter le film, il faut en choisir un qui soit en accord avec le public visé. Ce film doit être politisé ou au moins apporter un questionnement, sans être trop dirigiste dans la thèse qu'il défend pour ne pas orienter le débat à venir,,. Puisque le sujet du film est politisé, il faut faire attention à ce que le lieu puisse accueillir en sécurité les personnes qui sont concernées par le sujet, sans quoi la partie débat perd de son intérêt.

### Partie débat
Après avoir projeté le film, la personne à l'animation en extrait un questionnement sur lequel le public sera amené à réfléchir et à débattre,. Le film sert alors d'expérience commune et de référentiel commun pour le public, ce qui facilite l'expression de chacun. La dialectique entre l’œuvre projetée et les expériences individuelles de chacun nourrit le débat. Pour qu'il soit constructif, il est nécessaire d'établir un cadre de confiance pour que chaque personne puisse participer.
Le débat peut bénéficier de l'intervention de personnes connaisseuses du sujet ou des parties prenantes. La personne à l'animation aura alors préparé des questions à poser aux intervenants pour initier le débat,.
La partie débat peut être rapprochée des échanges lors des cafés-philo (ces derniers sont cependant postérieurs aux cinés-débat).

## Utilisateurs
Les associations d'éducation populaire utilisent les ciné-débats comme support d'éducation pour favoriser la création de liens sociaux et développer son esprit critique. Il est utilisé par les centres sociaux pour les mêmes raisons. Il est également pratiqué dans les festivals de cinéma pour mettre en avant le cinéma engagé.